# Klaus-Dirk Schmitz
Klaus-Dirk Schmitz (* 30. November 1951 in Cloppenburg) ist ein deutscher Sprachwissenschaftler und Terminologe. Er war Professor für Terminologielehre und Sprachdatenverarbeitung mit dem Schwerpunkt übersetzungsbezogene Terminologie an der Technischen Hochschule Köln.

## Leben
Schmitz schloss sein Studium der Informatik und Mathematik an der Universität des Saarlandes 1978 als Diplom-Informatiker ab. Danach studierte er Angewandte Sprachwissenschaft und Informationswissenschaft ebenfalls an der Universität des Saarlandes und promovierte dort 1985 mit der Dissertation „Automatische Segmentierung natürlichsprachiger Sätze“ bei Wolfram Wilss zum Dr. phil.
Von 1978 bis 1986 war Schmitz wissenschaftlicher Mitarbeiter im Sonderforschungsbereich 100 „Elektronische Sprachforschung der Universität des Saarlandes“ und entwickelte in diesem Rahmen die englische Analysekomponente des maschinellen Übersetzungssystems SUSY. Schmitz fungierte danach 1987 und 1988 als ausführender Projektleiter im Kooperationsprojekt „PCs in der elektronischen Sprachforschung“ zwischen der Siemens AG und der Universität des Saarlandes. Von 1988 bis 1992 war er Projektleiter im Modellversuch „Studienkomponente Sprachdatenverarbeitung in der Übersetzer- und Dolmetscherausbildung“. 1992 wurde er zum Professor für übersetzungsbezogene Terminologielehre am Institut für Translation und Mehrsprachige Kommunikation der Fachhochschule Köln berufen.

## Auszeichnungen
2010 wurde ihm der Eugen-Wüster-Preis des Internationalen Informationszentrums für Terminologie verliehen. Er war damit der erste Deutsche, der diesen Preis erhielt.

## Ämter
- Geschäftsführender Direktor des Instituts für Informationsmanagement der Fachhochschule Köln
- Leiter des Deutschen Informations- und Dokumentationszentrums für Terminologie DEUTERM[3]
- 1. Vizepräsident, Mitglied des Vorstandes und Mitglied des Präsidiums des International Network for Terminology (TermNet)
- Generalsekretär der Gesellschaft für Terminologie und Wissenstransfer e. V. (GTW)
- 1. stellvertretender Vorsitzender des Deutschen Terminologie-Tags e. V. (DTT)
- Mitglied der Internationalen Akademie der technologischen Wissenschaften der Russischen Föderation
- stellvertr. Vorsitzender des Beirates des Normenausschusses Terminologie des DIN
- Obmann des DIN-NAT/AA5 „Systeme für die Verwaltung von Terminologie, Wissen und Content“

## Mitgliedschaften
- Internationales Institut für Terminologieforschung e. V. (IITF)
- Deutscher Fachverband für Technische Kommunikation und Informationsentwicklung (tekom)
- Gesellschaft für Sprachtechnologie und Computerlinguistik (GSCL)
- Verein der Förderer der Fachrichtung „Angewandte Sprachwissenschaft sowie Übersetzen und Dolmetschen“ der Universität des Saarlandes e. V. (AMICALE 8.6)

## Publikationen (Auswahl)
- Automatische Segmentierung natürlichsprachiger Sätze. Georg-Olms-Verlag, Hildesheim, Zürich, New York 1986, ISBN 978-3-487-07762-8.
- Maschinelle Übersetzung. Methoden und Werkzeuge. Niemeyer Max Verlag, Saarbrücken 1987, ISBN 978-3-484-31916-5.
- Softwarelokalisierung – Eine Übersicht. Stauffenburg-Verl, Tübingen 2000, ISBN 978-3-86057-071-5.
- Herausgeber von Terminologie und Wissensordnung – Ausgewählte Schriften aus dem Gesamtwerk von Eugen Wüster. TermNet, Wien. 2001, ISBN 978-3-901010-27-9.
- Terminologiearbeit und Terminographie. In: Angewandte Linguistik – Ein Lehrbuch. Francke, Tübingen, Basel 2004, ISBN 978-3-8252-8276-9.
- Softwarelokalisierung als Aufgabe für Übersetzer. In: Übersetzen und Dolmetschen. Eine Orientierungshilfe. Francke, Tübingen, Basel 2002, S. 242–248, ISBN 978-3-8252-2329-8.
- Terminology and Terminological Databases. In: Encyclopedia of Language and Linguistics – 2nd Edition. Elsevier Publishers, Oxford 2005 Band 12, S. 578–587, ISBN 978-0-08-054784-8.
- Translationsqualität durch Terminologiequalität – wie und wo sollte Terminologiearbeit den Übersetzungsprozess unterstützen. In: Translationsqualität. Peter Lang, Frankfurt 2007, S. 537–552, ISBN 978-3-631-57187-3.
- Leitfaden Einkauf von Übersetzungsdienstleistungen. tekom, Stuttgart 2012, ISBN 978-3-9814055-3-8.
- Von Wüster zu ISOcat – Zur geschichtlichen Entwicklung von Datenkategorien. In: eDITion, Nr. 1/2013. DTT e. V., Köln 2013, S. 13–17, ISSN 1862-023X.